# Passalus lanei
Passalus lanei is een keversoort uit de familie Passalidae. De wetenschappelijke naam van de soort is voor het eerst geldig gepubliceerd in 1939 door Pereira.